# 伊利古德曼鎮區 (密蘇里州麥克唐納縣)
伊利古德曼鎮區（英語：Erie Goodman Township）是位於美國密蘇里州麥克唐納縣的一個行政鎮區。

## 地方資料
伊利古德曼鎮區的面積為46.19平方千米，皆為陸地。根據2020年美國人口普查的數據，當地共有人口2069人，而人口密度為每平方千米44.79人。